# Wappen San Marinos
Das Wappen San Marinos stammt wahrscheinlich aus dem 14. Jahrhundert und kann, als Ganzes gesehen, als Symbol für Freiheit und Unabhängigkeit der ältesten Republik der Erde gelten. Das Wappen wurde 2011 durch ein Gesetz standardisiert.

## Beschreibung
Die Bestandteile des Wappens sind im Einzelnen:
- In blauem Schild drei grüne Berge mit drei silbernen Türmen, jeder anstelle einer Wetterfahne mit einer silbernen Straußenfeder geschmückt. Die Türme symbolisieren die drei Kastelle San Marinos (La Guaita, La Cesta und La Montale), während die Hügel die drei Gipfel des Monte Titano darstellen.
- Das Motto „LIBERTAS“ (lat. Freiheit). Es bezieht sich möglicherweise auf die Aufnahme von Verfolgten der Umgebung im „Ur-San-Marino“ und auf die erstaunliche Wahrung der Unabhängigkeit San Marinos inmitten viel größerer Staaten. Auch in Erinnerung an die angeblich letzten Worte des Gründers Marinus „Relinquo vos liberos ab utroque homine“ (lat. „Ich verlasse euch als Freie von jedem anderen Menschen“) könnte das Motto entstanden sein. Es entstammt mindestens aus dem 14. Jahrhundert.
- Ein Eichen- und ein Lorbeerzweig, die das Wappen umgrenzen, Symbole für die Beständigkeit der Republik und die Verteidigung der Freiheit.
- Eine Krone, die als Symbol der „tatsächlich ausgeübten Souveränität“ gilt. Nach der in Deutschland bei Adelswappen üblichen Rangkronen-Symbolik wäre sie „in etwa“ eine Fürstenkrone.

Das Wappen San Marinos ziert unter anderem die Staatsflagge San Marinos, die erste san-marinesische 1-Euro-Münze und aktuelle 1-Cent-Münze und das ehemalige Logo des san-marinesischen Fußballverbands FSGC.

Flagge San Marinos
San-marinesische 1-Euro-Münze (2002)
San-marinesische 1-Cent-Münze (2017)